# اکنون در ارتش
اکنون در ارتش (به انگلیسی: In the Army Now) فیلمی محصول سال ۱۹۹۴ و به کارگردانی دانیل پتری جونیور است. در این فیلم بازیگرانی همچون پالی شور، لوری پتی، دیوید آلن گرایر، اندی دیک، اسای مورالس، لین ویتفیلد، آرت لافلئور، فابیانا یودینیو، گلن مورشور و برندن فریزر ایفای نقش کرده‌اند.